# MGM+
MGM+ (до 2023 года — Epix) — американская платная кабельная и спутниковая телевизионная сеть, принадлежащая компании Metro-Goldwyn-Mayer (MGM), которая, в свою очередь, входит в состав компании Amazon MGM Studios.
На каналах телевизионной сети MGM+ демонстрируются художественные фильмы, оригинальные телесериалы, документальные фильмы, стендапы, спортивные мероприятия. Помимо кабельного и спутникового телевидения существует одноименная стриминговая платформа в формате OTT.

## История
Сервис был запущен в США под названием Epix в октябре 2009 года в рамках соглашения между компаниями MGM, Lionsgate и Paramount. В январе 2023 года сеть сменила название на MGM+.

## Каналы
В зависимости от провайдера, MGM+ предоставляет до пяти круглосуточных мультиплексных каналов, в том числе: MGM+, MGM+ Hits, MGM+ Marquee, MGM+ Drive-In, ScreenPix, ScreenPix Action, ScreenPix Westerns, ScreenPix Voices.

## Оригинальные программы
- Берлинская резидентура (2016—2019)
- Достать коротышку (2017—2019)
- Пенниуорт (2019—2021)
- Предприятие «Божий дар» (2019)
- Крёстный отец Гарлема (с 2019)
- Slow Burn (2020)
- Война миров (2020—2022)
- Домина (2021—2023)
- Кондор (2021)
- Чепелуэйт (2021)
- Билли Кид (с 2022)
- Извне (с 2022)
- САС: Неизвестные герои (с 2022)
- Зимний король (2023)
- Маяк 23 (2023—2024)
- Девять тел в мексиканском морге (2025)
- Институт (с 2025)
- Робин Гуд (2026)
- Паук-Нуар (2026)